# Chavo Fucks
Diego Horacio Fucks (Dock Sud, 21 de abril de 1961) conocido como el Chavo Fucks, es un periodista deportivo y comentarista de fútbol argentino.

## Trayectoria

### Comienzos
Inició su carrera en 1982, en el semanario La Palabra, de la ciudad de Berazategui, donde también se iniciaron Daniel Santoro, Alexis Puig y Alberto Moya. En la vecina ciudad de Quilmes, se desempeñó en la FM Sur.

### Gráfica
Ejerció como cronista en los diarios Popular, Tiempo Argentino y Crónica, así como también en las revistas El Gráfico y Sólo Fútbol. Desde noviembre de 2007 hasta agosto de 2011 fue columnista de fútbol del diario Perfil, en su edición de los sábados. Fue columnista del diario deportivo Olé en 2016. Durante el Mundial de Catar 2022, fue columnista del diario Ámbito Financiero.

### Radio
Se desarrolló en Radio Splendid, para después continuar en Radio Belgrano y Radio Colonia. Desde 1986, fue comentarista de Radio Continental, en el programa de Víctor Hugo Morales desde 1986 hasta octubre de 2000, cuando fue convocado para conducir TyC Deportivo por Canal 7.
Condujo "Aire Comprimido" al lado de Marcelo Zlotogwiazda en FM Rock & Pop entre el 2001 y 2003. Condujo Mil horas de Los 40 Principales y, en su retorno a radio Continental, Metrópolis. Realizó la cobertura de partidos de fútbol nacional e internacional. Estuvo en seis Mundiales (1986, 1990, 1994, 1998, 2002 y 2006), en las Copas América 1987 (Argentina), 1991 (Chile), 1995 (Uruguay) y 1997 (Bolivia) y en más de diez finales de Copas Libertadores de América.
En 2009 fue el conductor del programa "Héroes y Villanos", en Radio Belgrano AM 950 y, desde el 1 de febrero de 2010, es la voz principal de "Ojos bien abiertos", en Mega 98.3. Además, desde agosto de 2009 hasta diciembre de 2015 fue el principal comentarista de las transmisiones de fútbol de Fox Sports/Radio del Plata AM 1030, destacándose su trabajo en el Mundial 2014.
Se desempeñó en Radio Nacional AM 870, en el programa “Rezo por vos”, durante el 2020.
Fue columnista del programa “Mejor País del Mundo”, emitido por Radio con Vos, presentando cada miércoles “Historias del Fútbol”. En la misma emisora y el mismo programa, Fucks fue el columnista destacado en Catar 2022, con salidas diarias desde el país sede del Mundial.

### Televisión
En la televisión comenzó en Red de Noticias y Telefe Noticias. Fue periodista de campo de juego en las transmisiones televisivas de Torneos y Competencias en 1996. Entre 1996 y 1998 fue columnista de deportes de Telefe Noticias. También fue panelista de Tribuna caliente por Azul TV (1999-2000) y América TV (2001-2002). En 2001 presentaba el programa TyC Deportivo por la cadena estatal Canal 7. En TyC Sports fue el conductor de los programas Despertate de una vez y 48 horas desde agosto de 2005 hasta diciembre de 2006. Entre 1995 y 1997 participó en varias ocasiones en Cha cha cha en el sketch de "Fatigatti". En 2000 participa en Todo por dos pesos y en 2003-2004 conduce Ella dice, Él dice junto a María Belén Aramburu por Canal 7. En el año 2005, participa de un capítulo de la exitosa sitcom Casados con hijos, protagonizada por Guillermo Francella y Florencia Peña. Además, el conforma el elenco de doblaje argentino de Chicken Little doblando la voz del perro relator.
Fue columnista en el programa de televisión Indomables por América TV, conducido por Roberto Pettinato, que luego cambio a Duro de Domar por Canal 13. Entre marzo y julio de 2010 continuó como columnista cuando el programa pasó a Canal 9 y la conducción a Daniel Tognetti.
El 3 de agosto de 2009, se incorporó como columnista del programa 90 Minutos de Fútbol transmitido por la cadena Fox Sports. Condujo la edición central de CN23 entre abril y diciembre de 2010.
Entre junio de 2011 y julio de 2012, fue comentarista de los partidos de River Plate en la B Nacional con Pablo Giralt y de la selección argentina con Mariano Closs. Actualmente, es comentarista de la cadena Fox Sports de los partidos correspondientes a la Copa Libertadores de América.
Entre enero y agosto de 2017, fue panelista del programa Confrontados, conducido por Rodrigo Lussich y Carla Conte. A partir de agosto de 2017, es conductor junto a Daniel Retamozo de Tarde Redonda, programa emitido por la cadena Fox Sports Premium, Fox Sports y Fox Sports 2 entre las 17 y las 19, de lunes a viernes. Además, es el segundo comentarista en importancia de la cadena Fox Sports en los partidos de la Superliga Argentina, desde el torneo 2017/2018.
Desde septiembre de 2020, es columnista del programa ESPN F90, desde 2021 en Equipo F y comentarista de partidos de CONMEBOL y la Liga Profesional de Argentina, todo emitido por la señal ESPN.

## Libros
Escribió: 
- "Eliminatorias 98, un camino largo y sinuoso" (1997),
- "El Libro de Boca" (1999),
- "El Libro de River" (1999), todos por Editorial Alfaguara, y
- "Duelo de Guapos" (2005), editado en conjunto por Distal Libros y Pensado Para Televisión.
- "Tévez, La verdadera historia" (2016), editado por Ediciones B.

Es coautor del libro "Jugados" (2000), de EUDEBA.

## Premios
- "Premio Estímulo" a la mejor labor periodística en radio (1993).
- Premio "Mejor Periodista Deportivo de 2011", entregado por la Asociación de Técnicos del Fútbol Argentino.
- Premio "Caduceo" 2012, al Comunicador Bonaerense.

Nominado al premio Martín Fierro de Cable en los años 2011 y 2015 a la Mejor Labor Deportiva en TV.